# 서울대진초등학교
서울대진초등학교는 대한민국 서울특별시 강남구에 있는 공립 초등학교이다.
1992년에 설립되었으며, 현재는 혁신학교로 바꾸어 운영 중이다

## 학교 연혁
- 1992년 7월 15일: 서울대진국민학교 설립인가
- 1996년 3월 1일: 서울대진초등학교로 교명 변경인가
- 2020년: 혁신학교로 교체

## 동문
디자이너 isaac

## 참고 자료
- 서울대진초등학교 - 한국교육학술정보원 학교알리미

## 인접한 건물
- ● 수도권 전철 3호선 대청역
- 서울무역전시컨벤션센터